# Rhagovelia tumaquensis
Rhagovelia tumaquensis – gatunek pluskwiaków różnoskrzydłych z rodziny plesicowatych.

## Taksonomia
Gatunek ten został opisany po raz pierwszy w 2015 roku przez Dorę N. Padillę-Gil na podstawie okazów odłowionych w 2010 roku. Jako lokalizację typową wskazano Vereda El Retoño w okolicy Tumaco na terenie kolumbijskiego departamentu Nariño. Epitet gatunkowy pochodzi od lokalizacji typowej.
R. tumaquensis został prowizorycznie zaliczony do grupy gatunków R. bisignata w obrębie kompleksu gatunków R. angustipes. Pewna klasyfikacja nie była możliwa z uwagi na nieznalezienie formy długoskrzydłej.

## Morfologia
Bezskrzydły samiec osiąga około 3 mm, a bezskrzydła samica około 3,3 mm długości ciała. W ubarwieniu dominuje barwa ciemnobrązowa, przy czym spód ciała jest jasnoszary. Błyszcząco czarne są: większe części czułków, kłujki i odnóży, środkowa część siódmego sternitu odwłoka, zewnętrzne krawędzie listewek brzeżnych odwłoka i segmenty genitalne. Z kolei barwę żółtą mają: nasadowe części pierwszego członu czułków, poprzeczna przepaska na przedpleczu, biodra, panewki biodrowe i krętarze przednich i tylnych odnóży oraz nasadowe części ud odnóży przednich. Wierzch ciała porastają krótkie, przylegające szczecinki czarne, przemieszane z długimi szczecinkami złotymi. Spód ciała porastają długie szczecinki złociste. Śródplecze jest ośmiokrotnie dłuższe od zaplecza. Odnóża tylnej pary odznaczają się udami sięgającymi poza wierzchołek odwłoka, uzbrojonymi w pięć ząbków zgrupowanych i jeden izolowany, zaś goleniami pozbawionymi ząbków i ostróg.

## Ekologia i występowanie
Owad neotropikalny, znany z trzech lokalizacji w Kolumbii położonych na rzece Río Mejicano. Zasiedla płynące wody słodkie. 